# Loesje
Loesje est le nom d'un collectif international visant à promouvoir la liberté d'expression par des affiches porteuses d'un texte critique et/ou humoristique, signées du nom fictif d'une Néerlandaise de 20 ans, Loesje.

## Histoire du collectif

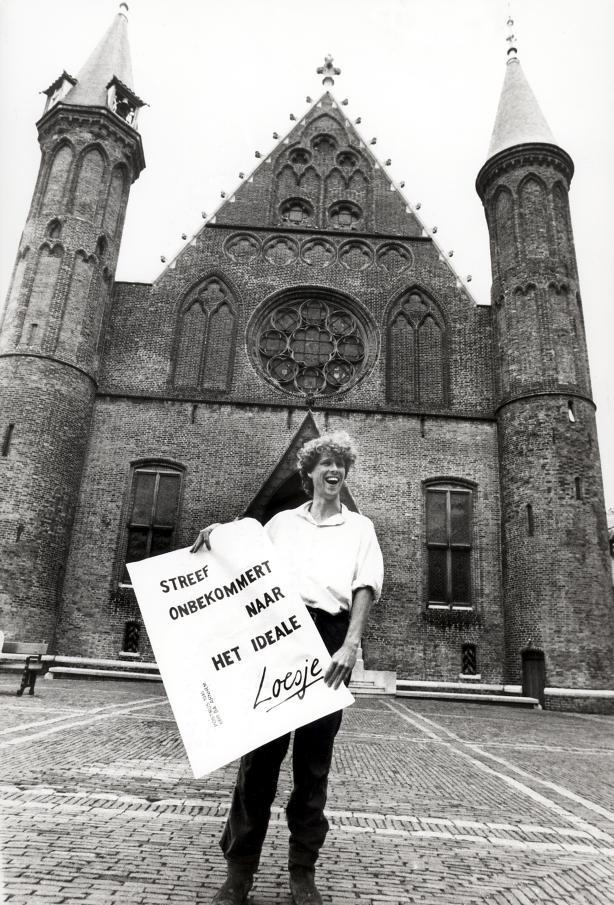
Loesje, représenté par Niels van de Griend, se présentait à des élections en 1986.

Loesje est né le 24 novembre 1983 à Arnhem. Les premières affiches furent posées le lendemain. 
Loesje s'est présenté à une élection néerlandaise en 1986.
En 1994 a été créée la fondation Loesje International.

## L'esprit des affiches
Les textes se veulent positifs et drôles tout en portant un regard critique sur tout ce qui arrive dans la société. Ils ne se veulent pas univoques et directifs mais susceptibles de plusieurs interprétations. Exemples : 
- « Je me suis réveillée ce matin et j'ai trouvé le monde à ma porte. Loesje », mai 2014
- « Politique européenne : est-ce qu'on peut transformer ça en miel ? Loesje », mai 2014
- « Les vrais durs ne mangent pas de miel, ils mangent des abeilles. Loesje », mai 2012
- « Pas d'appartement, je suis bien obligée de dormir en cours. Loesje », octobre 2006

## La conception des affiches
Elles peuvent se faire lors de workshops et sont librement téléchargeables sur le site.

## Galerie
Les messages sont le plus souvent inscrits sur des affiches, mais les supports peuvent varier :

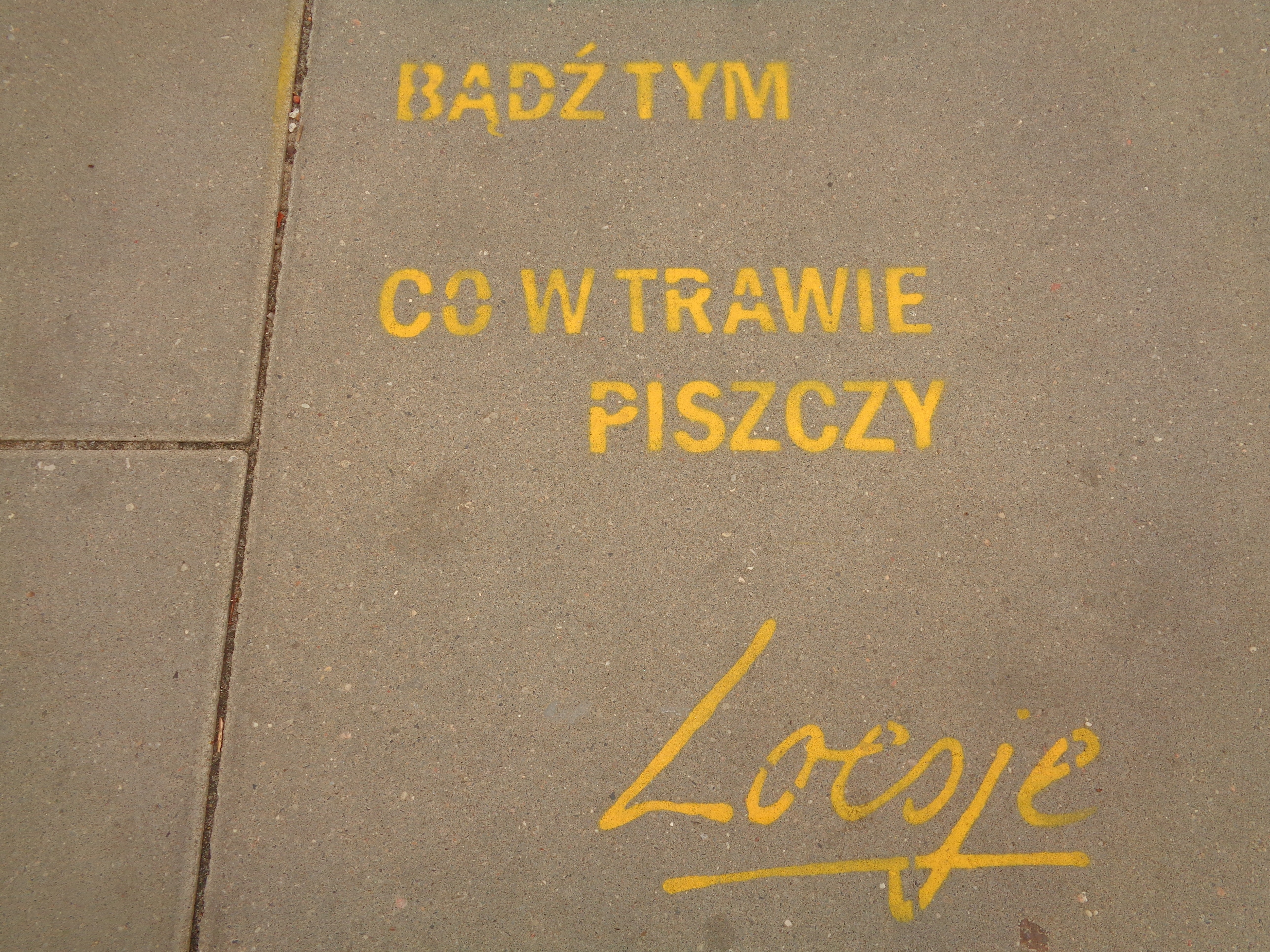
Parc Praga, Varsovie, Pologne : « Soyez ceci, ce qui grince dans l'herbe » (polonais : Bądź tym co w trawie piszczy)
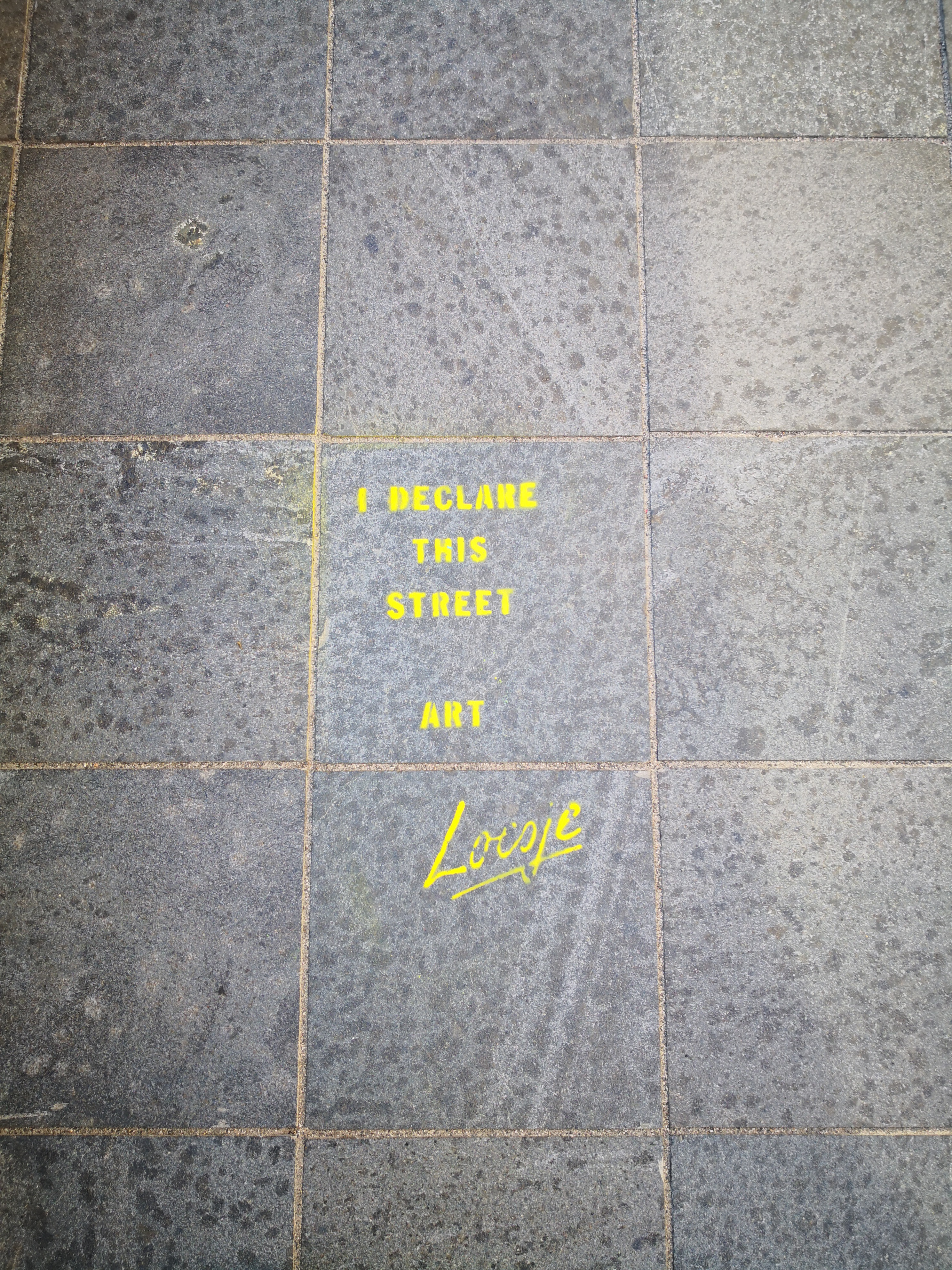
« Je déclare ceci du street art » (anglais : I declare this street art)
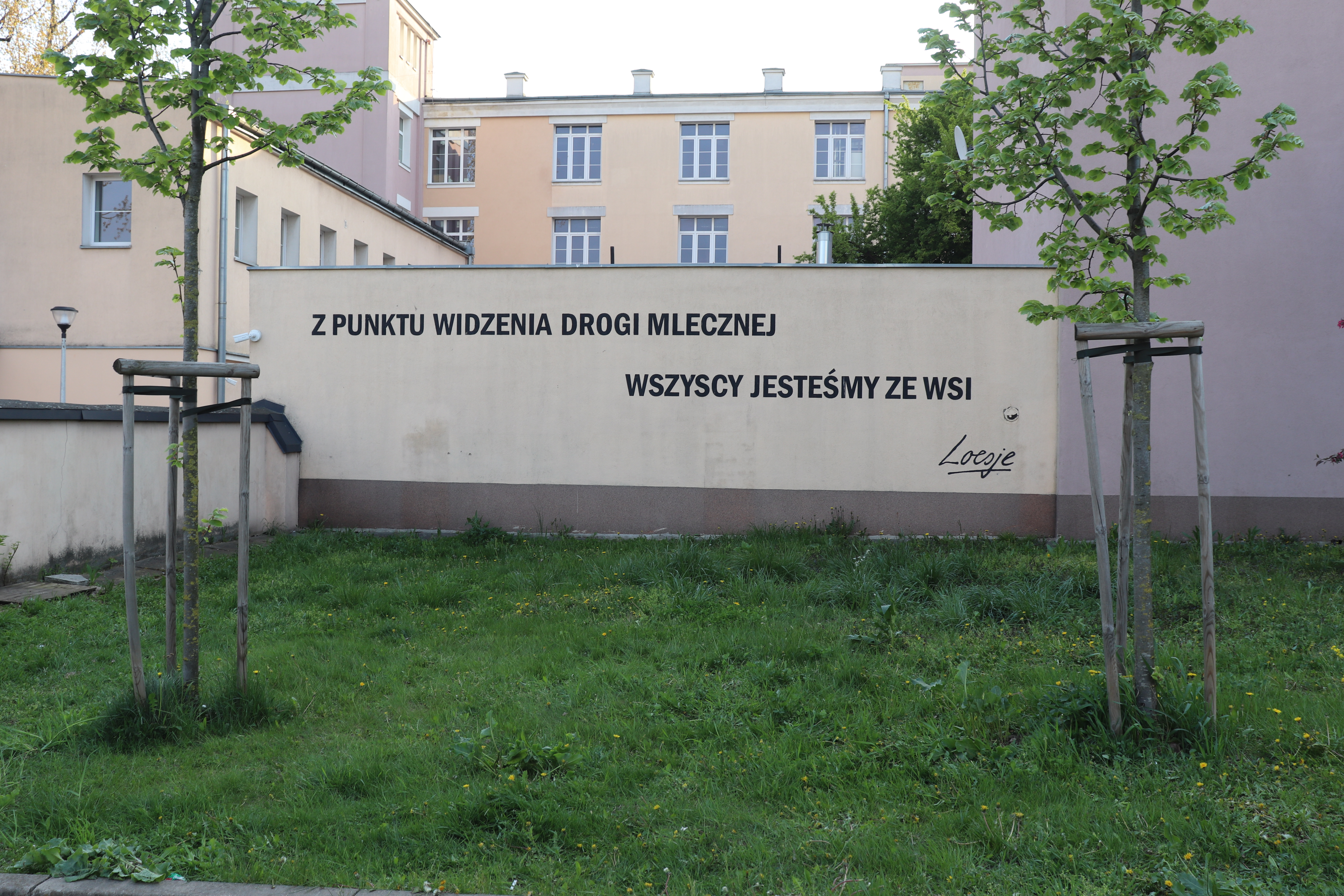
Varsovie, Pologne : « Du point de vue de la voie lactée, nous sommes tous de la campagne » (polonais : Z punktu widzenia drogi mlecznej wszyscy jesteśmy ze wsi)
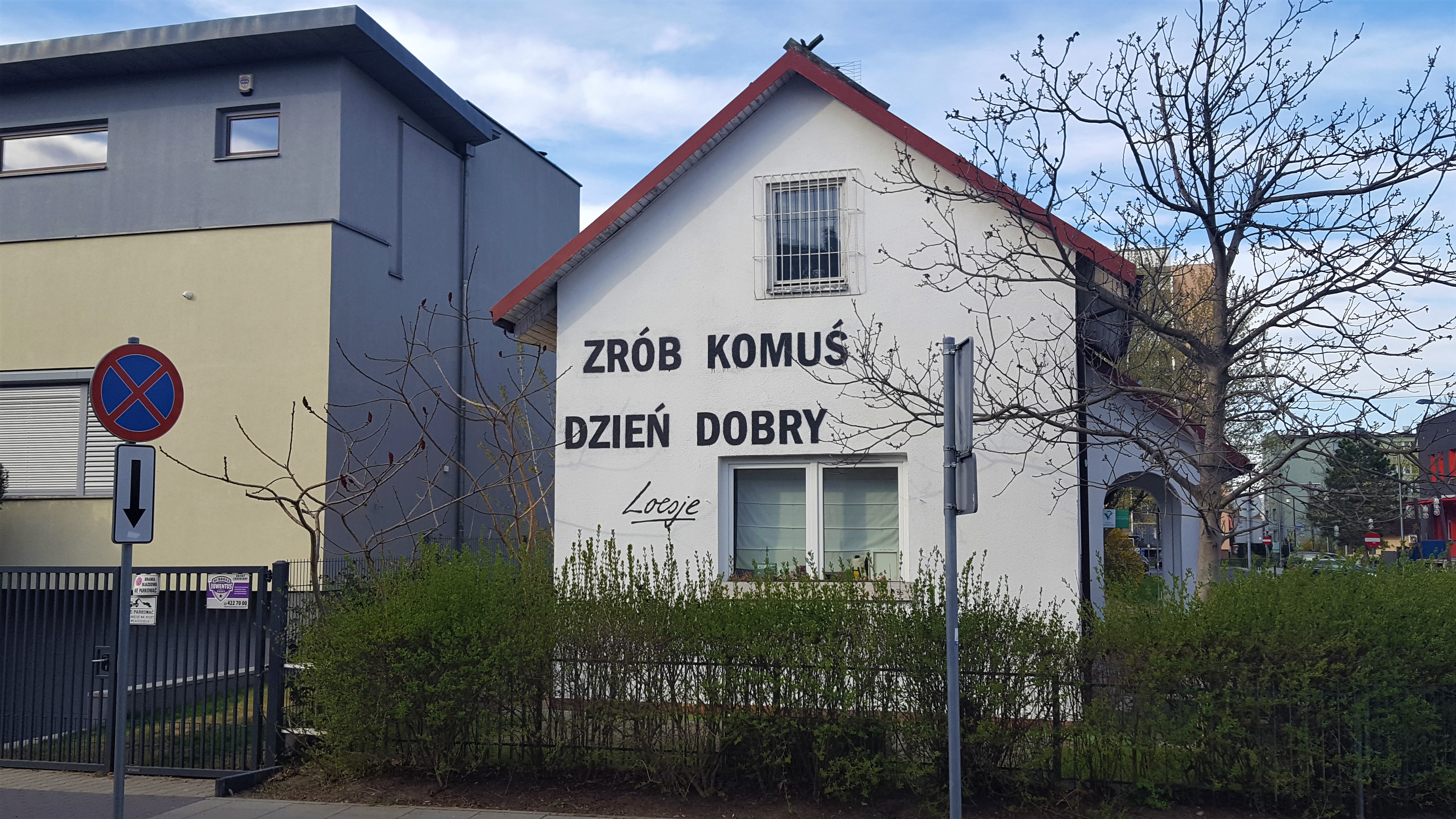
Varsovie, Pologne : « Donner le bonjour à quelqu'un » (polonais : Zrób komuś dzień dobry)